# Бёль-Иггельхайм
Бёль-Иггельхайм (нем. Böhl-Iggelheim) — община в Германии, в земле Рейнланд-Пфальц. 
Входит в состав района Рейн-Пфальц.  Население составляет 10 456 человек (на 31 декабря 2010 года). Занимает площадь 32,83 км².
Коммуна подразделяется на 2 сельских округа.
В 1945 году здесь располагался американский концлагерь под кодовым обозначением  C2 для пленных немцев. Пища и гигиенические условия в этих лагерях, огороженных под открытым небом, где заключённые жили в открытых ямах в земле из-за отсутствия бараков, были катастрофическими. 